# Francesc d'Assís Sales i Vallès
Francesc d'Assís Sales i Vallès (Terrassa, Vallès Occidental, 1914 - Barcelona, Barcelonès, 2005) fou un matemàtic català. Era germà de l'escriptor i editor Joan Sales i Vallès.

## Biografia
Es doctorà a la Universitat de Barcelona l'any 1946, amb la tesi Contribución al estudio de una ley de probabilidad: primera ley de errores de Laplace dirigida per Josep Maria Orts Aracil. Rebé dues vegades el premi Torres Quevedo del Centre Superior d'Investigacions Científiques (CSIC) pels seus estudis en el camp de la probabilitat, tot i que més tard dirigí els seus estudis cap a la lògica algèbrica i l'anàlisi de les estructures algèbriques dels sistemes lògics. Obtingué la Càtedra d'estadística matemàtica i càlcul de probabilitats, que ocupà des del 1958 a la Universitat de Granada i a partir del 1961 a la de Barcelona. Des de la Universitat de Barcelona, dirigí nou tesis doctorals, entre les quals les d'Enric Trillas (1972), Nadal Batle Nicolau (1973), Josep Pla i Carrera (1975) i David Nualart (1975), alumnes que destacarien com a matemàtics. L'any 1972 havia estat elegit acadèmic numerari de la Reial Acadèmia de Ciències i Arts de Barcelona, i hi ingressà el 1976.